# Gisèle Ndaya Luseba
Gisèle Ndaya Luseba est une personnalité politique de la république démocratique du Congo. 
Elle est nommée ministre du Genre, Famille et Enfant par le président Félix Tshisekedi dans le gouvernement Lukonde I depuis le 12 avril 2021. Elle est présidente du parti politique Convention des Démocrates Travaillistes Unifiés (CDTU). Elle est originaire de la ville de Mbujimayi dans la province du Kasaï-Oriental. Elle est connue pour ses activités sociales vis-à-vis de la population de son fief et elle est militante pour les droits des femmes.